# Ю̈ (слово ћирилице)
Ю̈ ю̈ (искошено: Ю̈ ю̈) је слово ћириличног писма.
Слово "ю̈" се користи у јужноселкупским (а раније и у карелским) језицима. Представља затворени предњи заобљени самогласник, обично представљен као ⟨Ӱ ӱ⟩, испред палатализованог сугласника.

## Уникод
| Знак                      | Ю                                         | Ю                                         | ю                                       | ю                                       | ̈                           | ̈                           |
| ------------------------- | ----------------------------------------- | ----------------------------------------- | --------------------------------------- | --------------------------------------- | -------------------------- | -------------------------- |
| Назив у Уникоду           | CYRILLIC CAPITAL LETTER YU WITH DIAERESIS | CYRILLIC CAPITAL LETTER YU WITH DIAERESIS | CYRILLIC SMALL LETTER YU WITH DIAERESIS | CYRILLIC SMALL LETTER YU WITH DIAERESIS | COMBINING DIAERESIS ACCENT | COMBINING DIAERESIS ACCENT |
| Врста кодирања            | децимална                                 | хексадецимална                            | децимална                               | хексадецимална                          | децимална                  | хексадецимална             |
| Уникод                    | 1070                                      | U+042E                                    | 1102                                    | U+044E                                  | 776                        | U+0308                     |
| UTF-8                     | 208 174                                   | D0 AE                                     | 209 142                                 | D1 8E                                   | 204 136                    | CC 88                      |
| Нумеричка референца знака | &#1070;                                   | &#x42E;                                   | &#1102;                                 | &#x44E;                                 | &#776;                     | &#x308;                    |